# Ternstroemia japonica
Ternstroemia japonica är en tvåhjärtbladig växtart som först beskrevs av Carl Peter Thunberg, och fick sitt nu gällande namn av Carl Peter Thunberg. Ternstroemia japonica ingår i släktet Ternstroemia och familjen Pentaphylacaceae. Inga underarter finns listade i Catalogue of Life.